# Hédi Slim
Hédi Slim (en árabe: الهادي سليم‎. Nacido 1935 - 22 de febrero de 2019) fue un historiador y arqueólogo tunecino.

## Biografía

### Carrera académica
Investigador asociado del Centro Camille Jullian, en el marco del laboratorio de investigación conjunta del Centro Nacional para la Investigación Científica, la Universidad de Provenza y el Ministerio de Cultura de Francia, codirige varios programas de investigación, entre ellos las excavaciones de Rougga (1971-1974) y el estudio arqueológico y geomorfológico del litoral tunecino (1987-1997).
Primer director del Museo Arqueológico de El Djem, Director del Centro de Estudios de la Civilización Clásica y de las Antigüedades romanas y bizantinas   y Director de la División de Censos y Estudios Generales del Instituto Nacional del Patrimonio de Túenz hasta 2000, fue director de Estudios Emérito y luego Director Honorario del mismo Instituto.
Miembro de varias sociedades eruditas y autor de un gran número de obras sobre el África romana, su nombre está especialmente vinculado a las excavaciones del yacimiento de El Djem, que dirigió hasta el año 2000. También dirigió la reconstrucción de la villa de África dentro del museo arqueológico de este sitio.

## Distinciones
Gran Oficial de la Orden del Mérito de Túnez (1999).

## Principales publicaciones
- Histoire générale de la Tunisie, tome I « L'Antiquité » (avec Ammar Mahjoubi, Abdelmajid Ennabli et Khaled Belkhodja), éd. Société tunisienne de diffusion, Tunis, 1968, rééd. Sud Éditions, Tunis, 2005
- (en inglés) Carthage. A Visit to the Ruins (avec Abdelmajid Ennabli), éd. Cérès, Tunis, 1974
- Recherches archéologiques franco-tunisiennes à Rougga, tome III « Le trésor de monnaies d'or byzantines » (avec Roger Guéry et Cécile Morrisson), éd. École française de Rome, Rome, 1982[5]
- Carthage. Le site archéologique (avec Abdelmajid Ennabli), éd. Cérès, Tunis, 1993 ISBN 978-9973-700-83-4
- Carthage, splendeur et décadence d'une civilisation (avec Aïcha Ben Abed-Ben Khedher et David Soren), éd. Albin Michel, París, 1994
- Sols de l'Afrique romaine : Mosaïques de Tunisie [sous la dir. de], éd. Imprimerie nationale, París, 1995
- Corpus des mosaïques de Tunisie. III, 1. Thysdrus (El Jem). Quartier Sud-Ouest (avec Cécile Dulière), éd. Institut national du patrimoine, Tunis, 1996[6]
- Vie et artisanat à Thysdrus : El Jem, ville d'Africa, IIe-IIIe siècles (avec Latifa Slim), éd. Comité des travaux historiques et scientifiques, París, 1996
- El Jem. l'antique Thysdrus, éd. Alif, Tunis, 1996
- La Tunisie antique. De Hannibal à saint Augustin (avec Nicolas Fauqué), éd. Mengès, París, 2001 ISBN 285620421X
- La maison d'Afrique à Thysdrus - El Jem, éd. Agence de mise en valeur du patrimoine et de promotion culturelle, Tunis, 2002
- Le littoral de la Tunisie. Étude géoarchéologique et historique (avec Pol Trousset, Roland Paskoff et Ameur Oueslati), éd. Centre national de la recherche scientifique, París, 2004
- (en árabe) La Tunisie, à travers l'histoire (en árabe: تونس عبر التاريخ : العصور القديمة‎) [vol. I, ouvrage collectif], éd. Centre d'études et de recherches économiques et sociales, Tunis, 2005
- Maisons de Clvpea. Exemples de l'architecture domestique dans un port de l'Afrique proconsulaire. Les maisons de l'école de pêche (avec Jean-Marie Lassère), éd. Centre national de la recherche scientifique, París, 2010